# Avialsa
Ej att förväxla med den franska segelflygplanstillverkaren Avialsa, som existerande 1959-1995.

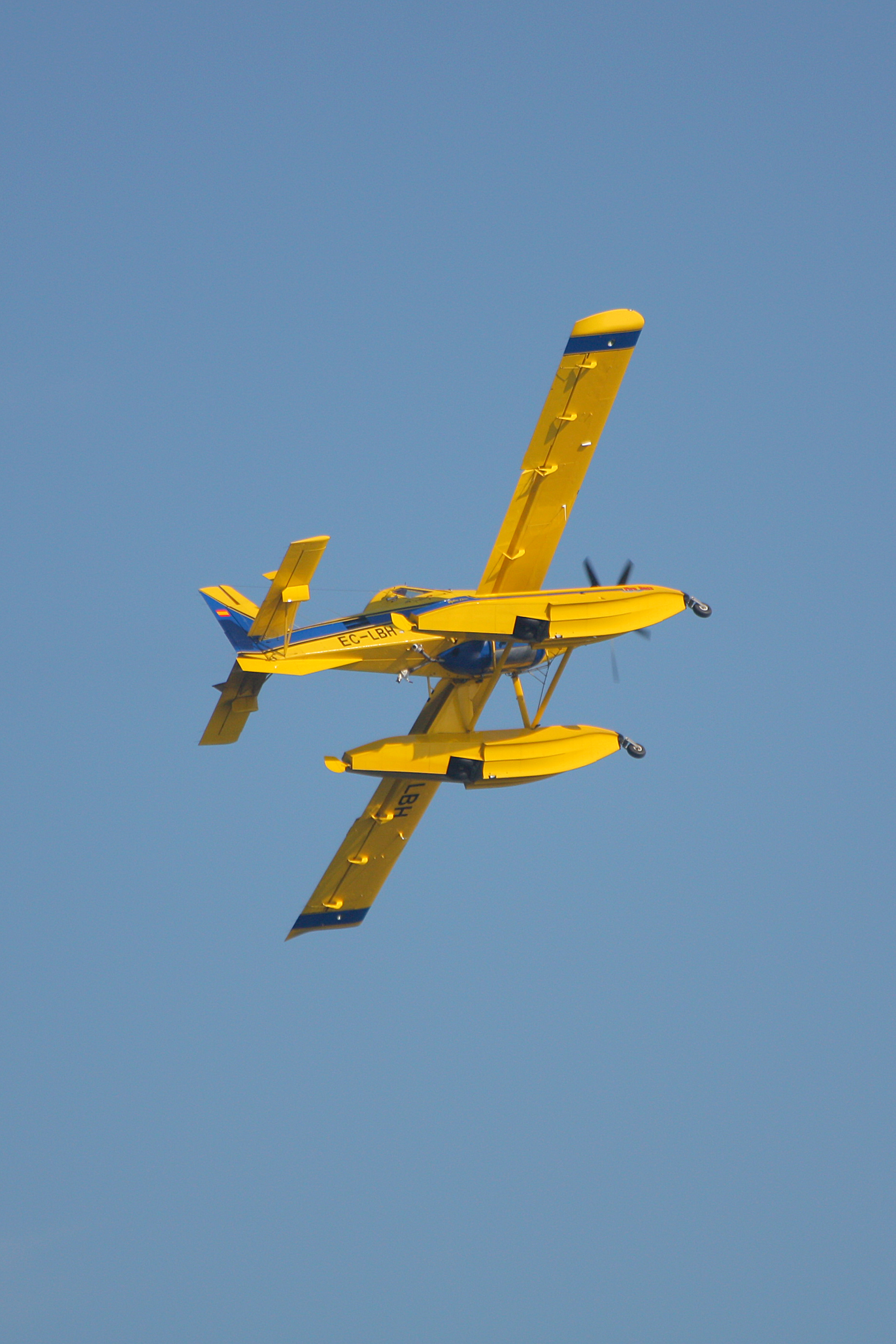
Vattenbombare av typ Air Tractor AT-802 från Avialsa

Avialsa T-35 SL är ett spanskt flygservice- och flygplanssäljande företag , som grundades i Valencia 1965.
Avialsa, då Easa Part-145, började sin verksamhet med underhåll av flygplan, bland annat av brandförsvarsflygplan. År 1994 startade egen flygservice, med inriktning mot vattenbombare. Företaget köpte för detta ändamål åtta polska PZL-Mielec M-18 Dromader. Företaget köpte också sina första Air Tractor AT-802, som opererade också utomlands för skogsbränder och som Search and Rescue-flygplan.
Genom dotterbolaget Air Tractor Europe SL  är företaget sedan 1996 Air Tractor Inc.:s återförsäljare i Europa, Nordamerika och Mellersta Östern. 
Avialsa opererar sedan 2015 den portugisiska flottan av sex vattenbombare av typ Air Tractor AT-802 som underkontraktör till det portugisiska företaget Agro-Montiar, vilket i sin tur sedan 2013 har ett flerårigt kontrakt med den portugisiska krishanteringsmyndigheten Autoridade Nacional de Proteção Civil (ANPC). Flygplanen är stationerade två och två på flygplatserna Viseu, Vila Real och Proença–a-Nova i norra och mellersta Portugal, med ett flygplan i reserv.